# Atacama

Atacama znázorněná na mapě. Žlutá oblast je běžně definované rozložení pouště. Oranžově jsou pak oblasti, které za její součást považuje například National Geographic Society.

Atacama, zvaná také Puna de Atacama, je nejsušší poušť na Zemi nacházející se v Jižní Americe. Poušť se táhne 1 000 km podél Pacifiku od jižní hranice horského státu Peru až do centrálních oblastí Chile. Místy zasahuje až 100 km do vnitrozemí k samému úpatí Západních Kordiller (And, jak se na jihoamerické pevnině Kordillery nazývají) do nadmořské výšky 5 000 m. Prší zde velmi zřídka. Je udáváno, že se v jejím středu nachází oblast (Calama, Copiapó, Antofagasta), kde podle měření v letech 1570 až 1971 téměř nepršelo.

## Charakteristika
V oblasti Atacama žije okolo 1 milionu lidí. Důvodem je i velké množství nerostných surovin, které bylo na poušti nalezeno. Obrovská naleziště železné a měděné rudy se stala významným artiklem této nehostinné oblasti. Mezi další důležité nerostné bohatství patří největší naleziště dusičnanu sodného (minerál nitronatrit neboli chilský ledek) na světě. O jeho vlastnictví se vedla i pacifická válka. V dobách největší těžby pokrývala produkce z Atacamy až čtyři pětiny světové spotřeby. Kromě toho se zde nacházejí i významné zásoby lithia (Salar de Atacama), boru či draslíku, především v podobě různých solí.
Atacama je typická extrémními teplotními výkyvy. Teploty se zde v letním období pohybují od 0 °C v noci až po 50 °C přes den. Velký teplotní gradient urychluje intenzivní erozní činnost hornin. Vzdušná vlhkost, která srážkami zásobuje východní část Jižní Ameriky, není schopna překonat extrémně vysokou bariéru And, a proto sem již žádné mraky nedoletí. Vláha se do pouště nedostane ani z oblastí východního Pacifiku. Důvodem je zemská rotace, která odklání mraky, pocházející ze studeného jiho-severního Peruánského oceánského proudu, zpět nad oceán a nikoliv nad pevninu. Srážkový úhrn je průměrně 1 mm za rok.
Atacama i přes tyto extrémy má co nabídnout, a to v podobě Národní rezervace Los Flamencos, Valle de la Luna či gejzíru El Tatio, který je nejvýše položeným gejzírem na světě. V poušti Atacama se také nalézá kráter Monturaqui o průměru 350 až 460 metrů, vytvořený dopadem meteoritu.

## Vědecké využití

### Astronomie
V poušti se nachází několik vědeckých pracovišť Evropské jižní observatoře (ESO):
- Observatoř Chajnantor, v níž je umístěn největší astronomický přístroj současnosti: soustava 66 radioteleskopů ALMA,
- Observatoř Paranal s čtyřmi hlavními dalekohledy Very large telescope (VLT) se zrcadly o průměru 8,2 m umístěnými na umělé plošině hory Paranal,
- Observatoř La Silla – nejstarší pracoviště ESO s 15 dalekohledy, z nichž nejvýznamnější je 3,58m New Technology Telescope (dalekohled nové technologie),
- Evropský extrémně velký dalekohled – připravovaný optický dalekohled o průměru zrcadla 39,3 m s plánovaným uvedením do provozu v roce 2024.

Důvodem jejich umístění v této poušti je především extrémně suché prostředí (vlhkost vzduchu zhoršuje pozorování a brání paprskům některých vlnových délek proniknout až k zemskému povrchu), velký počet bezoblačných dní a vzdálenost od lidských sídel, takže jejich světelné znečištění neruší pozorování noční oblohy.
Díky přírodním podmínkám a charakteru povrchu využívá oblast také NASA k testům zařízení pro budoucí mise na Mars.

### Paleontologie
V poušti Atacama byly objeveny také četné fosilie druhohorních plazů, například dravých mořských plesiosaurů nebo létajících ptakoještěrů.

## Další fotografie

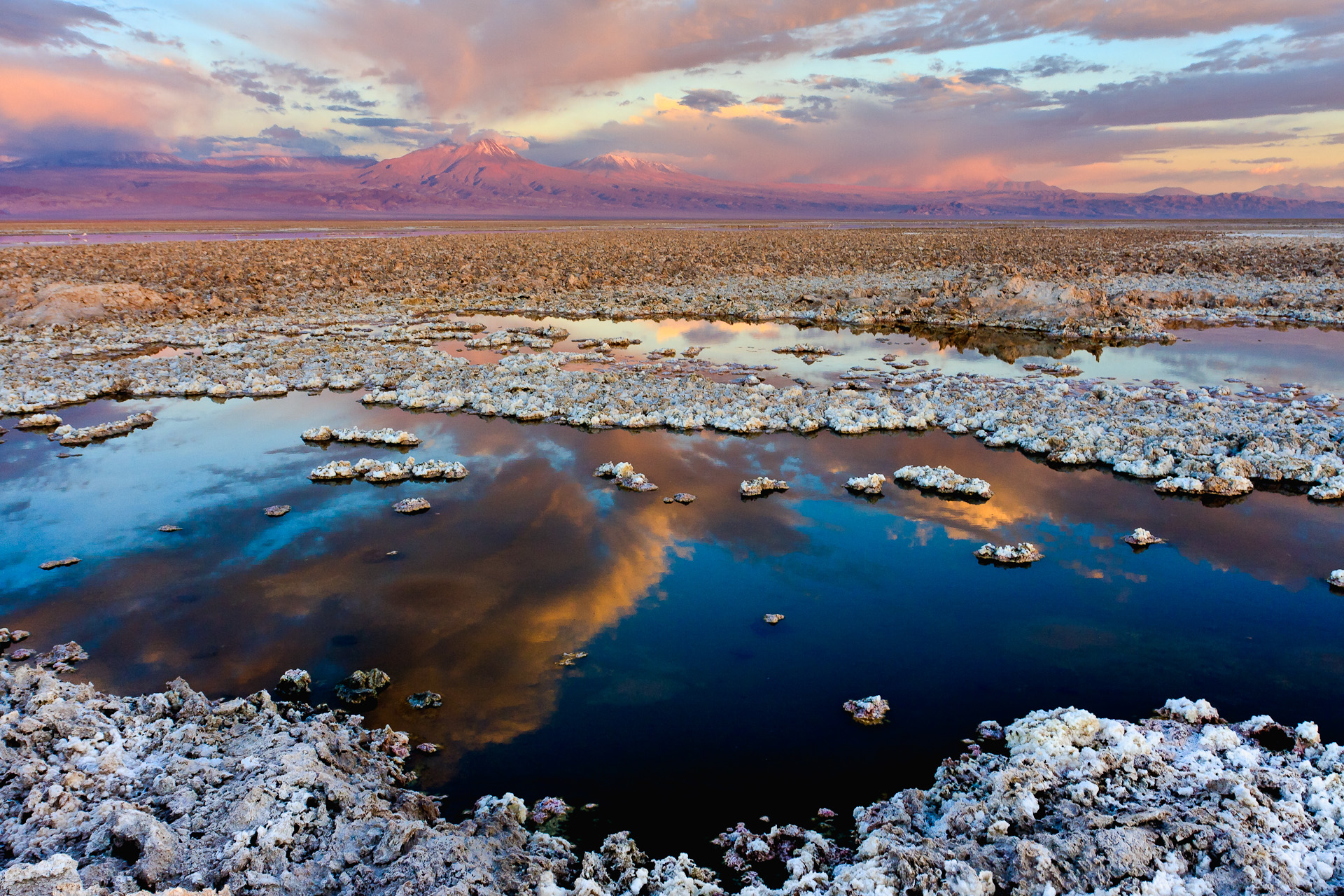
Solná pláň v poušti Atacama
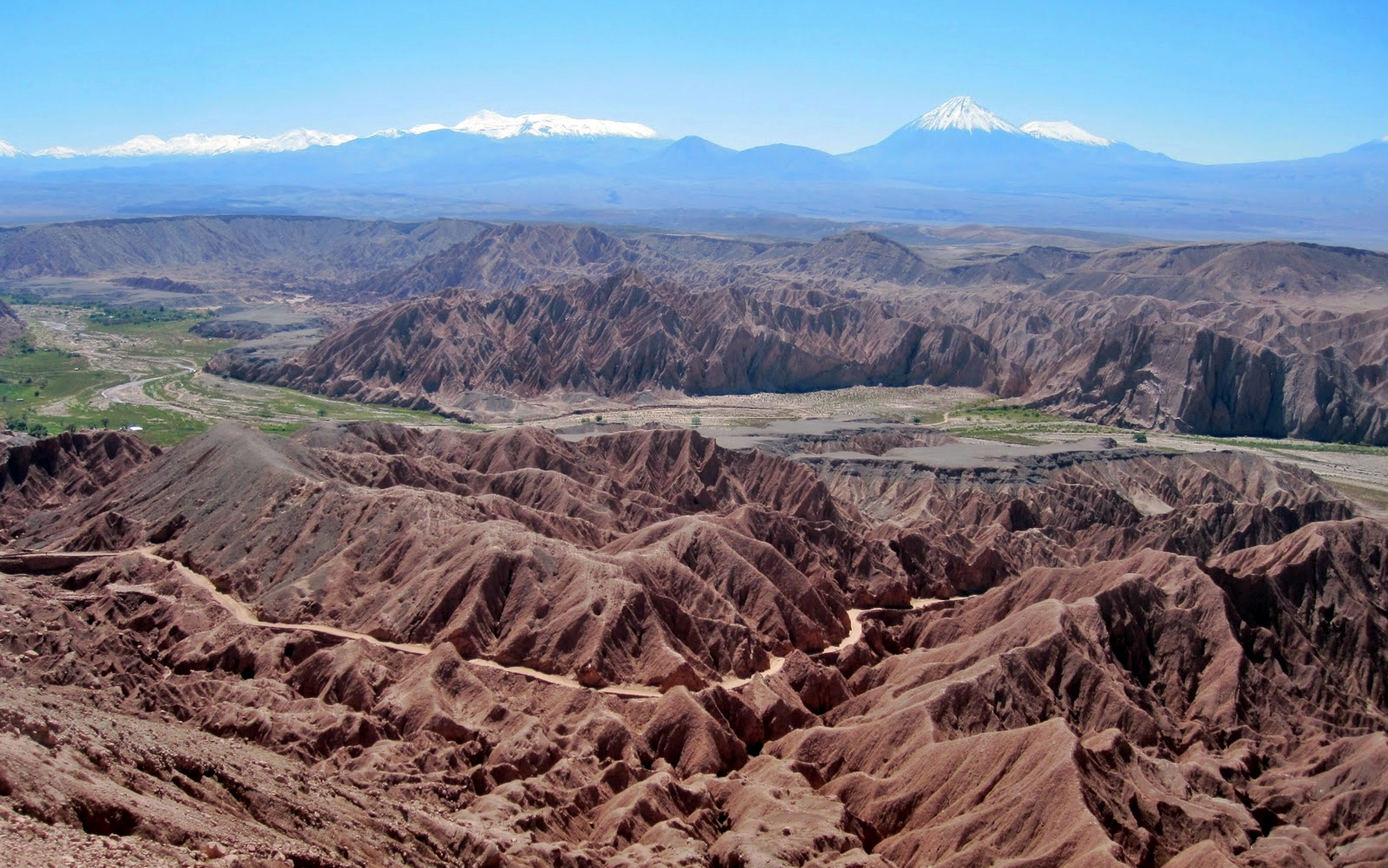
Hory v poušti
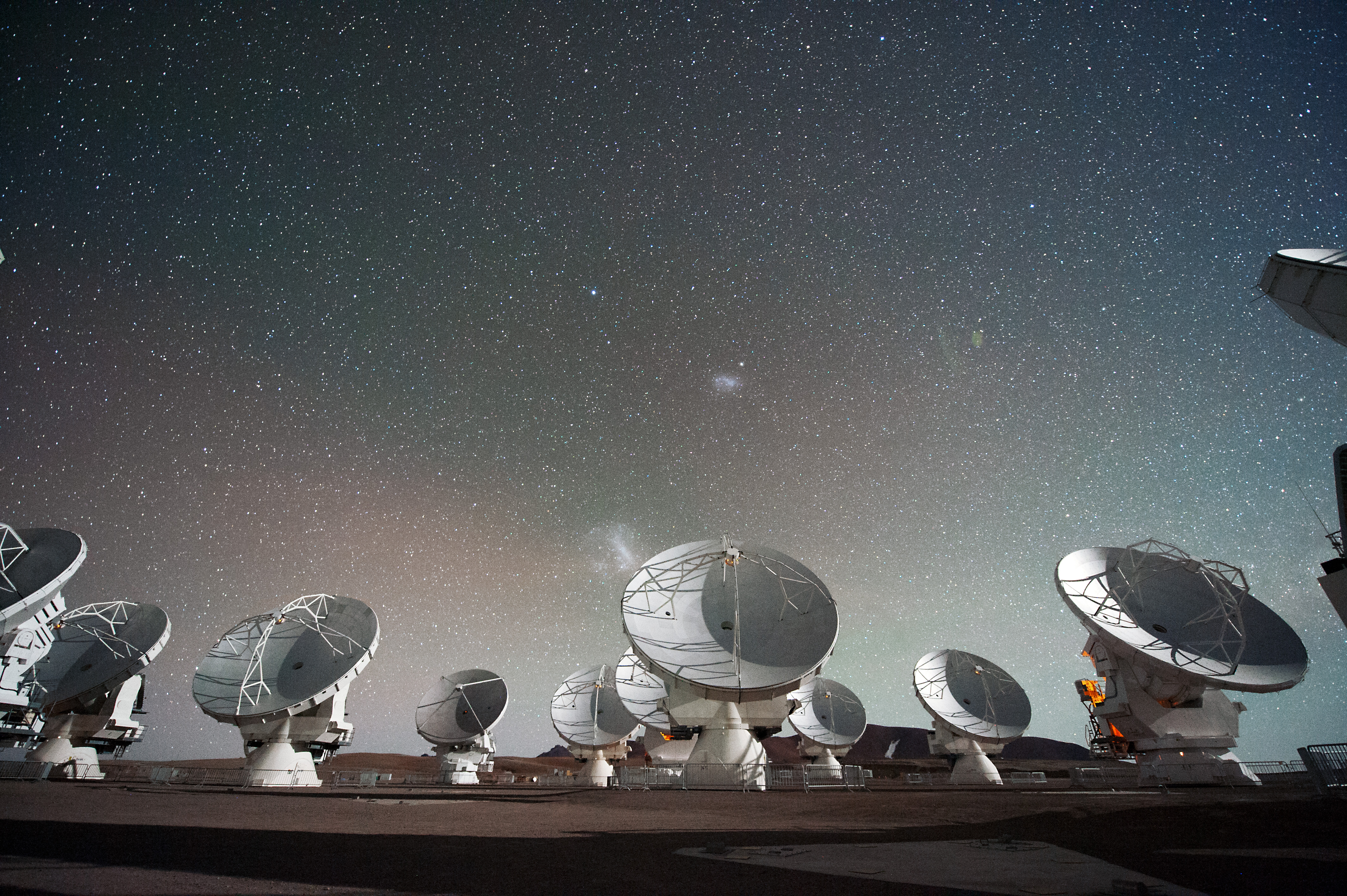
Radioteleskopy ALMA